# Patrick Moote
Patrick Moote est un acteur, scénariste et documentariste américain, connu pour avoir tenu son propre rôle dans le documentaire UnHung Hero, dans lequel il explore les tenants et les aboutissants de la taille du pénis.

## Biographie
En tant qu'acteur, Patrick Moote apparaît à la télévision dans des séries comme How I Met Your Mother et Greek, toutes deux en 2009.
Lorsque sa petite amie rejette publiquement sa demande en mariage — sur le jumbotron d'un match de basket-ball de l'UCLA —, la vidéo devient rapidement virale. Après avoir révélé en privé que la raison du refus vient de la petite taille de son pénis, Patrick Moote étudie la question à la caméra, voyageant autour du monde, et interrogeant anciennes petites amies, médecins, anthropologues et acteurs de films pour adultes pour savoir si la taille du pénis importe réellement, le tout résultant en un film documentaire, UnHung Hero.

## Filmographie partielle

### Au cinéma
- 2013 : UnHung Hero

### À la télévision
- 2009 : How I Met Your Mother, saison 4, épisode 16, 9 mars (Sorry, Bro) : Darren
- 2009 : Greek, saison 2, épisode 14, 20 avril (Big Littles and Jumbo Shrimp) : Kenny